# Ghețarul Ronului
Coordonate: 46° 36' 12" N, 8° 22' 57" O
Ghețarul Ronului („Ghețarul Rhône”, „Ghețarul Rotten”) este un ghețar format lângă Pasul Furka pe valea fluviului Ron, în extremitatea nordică a cantonului Valais, în centrul Elveției. Are o lungime de 10 km și o lățime medie de peste 1 km, având suprafața de 17 km².

## Așezare
Ghețarul este amplasat pe versantul sud-vestic al masivului Winterberg cu vârful Dammastock (3.600 m) Se întinde pe o diferență de nivel de 600 m. Are o pantă medie spre sud de 14 %, fiind flancat: 
- la vest de vârfurile Tieralplistock (3.383 m) și Gärstenhörnern (3.189 m)
- la est de vârful  Galenstock (3.586 m)

Limba ghețarului se află la altitudinea de 2.250 m deasupra n.m. deasupra unui perete stâncos de unde izvorăște Ronul. Din cauza retragerii treptate prin topirea ghețarului aici s-a format un mic lac  glaciar.

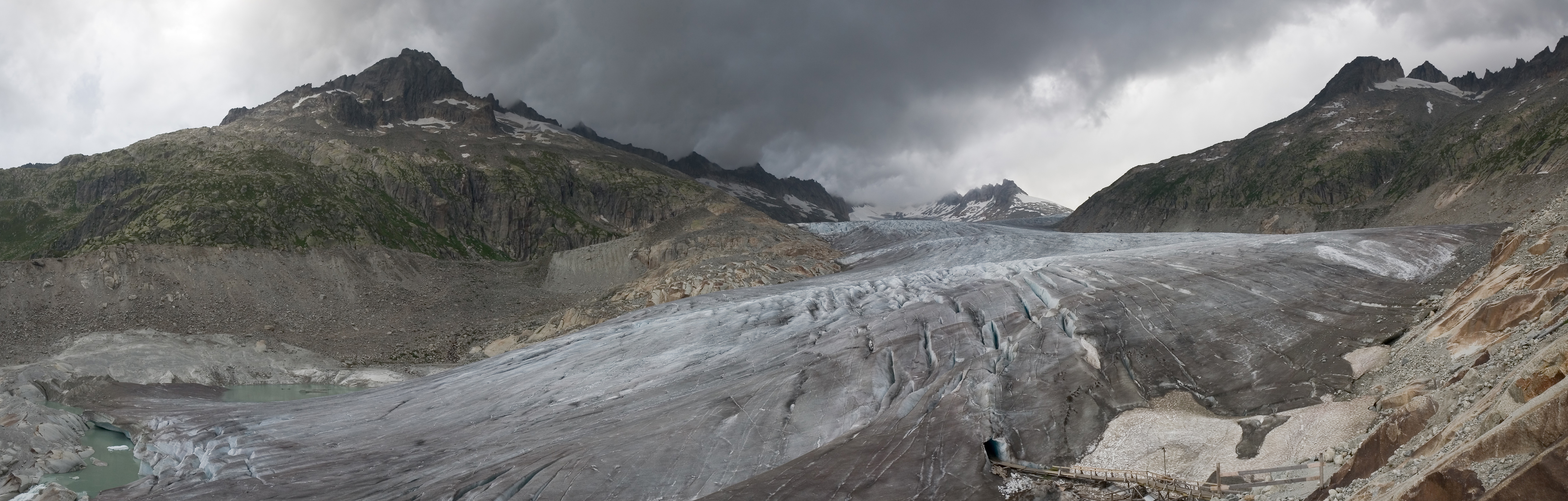
Ghețarul Ronului